# Liste des systèmes de vélos en libre-service au Luxembourg
Pour un article plus général, voir vélos en libre-service.
Cet article présente l'ensemble des systèmes de vélos en libre-service au Luxembourg.
| Mise en service | Nom                       | Ville(s)                                           | Société (Système)     | Vélos                                                    | Stations | Locations annuelles | Habitants par vélo | Statut                                    |
| --------------- | ------------------------- | -------------------------------------------------- | --------------------- | -------------------------------------------------------- | -------- | ------------------- | ------------------ | ----------------------------------------- |
| 2004-2009       | Äre Vëlo, eise Vëlo       | Esch-sur-Alzette                                   | CIGL Esch-sur-Alzette | N.C.                                                     | N.C.     |                     |                    | Fermé, remplacé par Vël'Ok                |
| 21 mars 2008    | Vel'oH!                   | Luxembourg et communes limitrophes                 | JCDecaux (Cyclocity)  | +00850,                                                  | 116      |                     |                    | En service                                |
| 2007-2021       | Mamer Vélo                | Mamer                                              | Régie ?               | +00030,                                                  | 5        |                     |                    | Fermé, remplacé par Vel'oH!               |
| 13 juillet 2009 | Vël'Ok                    | Esch-sur-Alzette et sa région                      | CIGL Esch-sur-Alzette | +00254,                                                  | 57       |                     |                    | En service                                |
| 2013-2018       | BE Bike Bertrange         | Bertrange                                          | Régie ?               | N.C.                                                     | 3        |                     |                    | Fermé, remplacé par Vel'oH!               |
| 2013-2018,      | City Mov'/Nordstad eMovin | Nordstad (Nordstad eMovin), Hesperange (City Mov') | City Mov'             | N.C. (ce système est combiné à un service d'autopartage) | 12       |                     |                    | Fermé, remplacé indirectement par Vel'oH! |